# Wereldkampioenschappen indooratletiek 2016
De wereldkampioenschappen indooratletiek 2016 werden gehouden van donderdag 17 maart tot en met zondag 20 maart in het Amerikaanse Portland. De wedstrijden vonden plaats in het Oregon Convention Center.

## Deelnemers

### Nederland

#### Mannen
- Churandy Martina (60 meter)
- Hensley Paulina (60 meter)
- Liemarvin Bonevacia (400 meter)

#### Vrouwen
- Dafne Schippers (60 meter)
- Jamile Samuel (60 meter)
- Lisanne de Witte (400 meter)
- Sifan Hassan (1500 meter)
- Maureen Koster (3000 meter)

## Medailles

### Mannen
| Onderdeel            | Goud                                                                           | Goud    | Zilver                                                          | Zilver  | Brons                                                                           | Brons   |
| -------------------- | ------------------------------------------------------------------------------ | ------- | --------------------------------------------------------------- | ------- | ------------------------------------------------------------------------------- | ------- |
| 60 m                 | Trayvon Bromell Verenigde Staten                                               | 6,47    | Asafa Powell Jamaica                                            | 6,50    | Ramon Gittens Barbados                                                          | 6,51    |
| 400 m                | Pavel Maslák Tsjechië                                                          | 45,44   | Abdelalelah Haroun Qatar                                        | 45,59   | Deon Lendore Trinidad en Tobago                                                 | 46,17   |
| 800 m                | Boris Berian Verenigde Staten                                                  | 1.45,83 | Antoine Gakeme Burundi                                          | 1.46,65 | Erik Sowinski Verenigde Staten                                                  | 1.47,22 |
| 1500 m               | Matthew Centrowitz Verenigde Staten                                            | 3.44,22 | Jakub Holuša Tsjechië                                           | 3.44,30 | Nick Willis Nieuw-Zeeland                                                       | 3.44,37 |
| 3000 m               | Yomif Kejelcha Ethiopië                                                        | 7.57,21 | Ryan Hill Verenigde Staten                                      | 7.57,39 | Augustine Choge Kenia                                                           | 7.57,43 |
| 4×400 m              | Verenigde Staten Kyle Clemons Calvin Smith Christopher Giesting Vernon Norwood | 3.02,45 | Bahama's Michael Mathieu Alonzo Russell Shavez Hart Chris Brown | 3.04,75 | Trinidad en Tobago Jarrin Solomon Lalonde Gordon Ade Alleyne-Forte Deon Lendore | 3.05,51 |
| 60 m horden          | Omar McLeod Jamaica                                                            | 7,41    | Pascal Martinot-Lagarde Frankrijk                               | 7,46    | Dimitri Bascou Frankrijk                                                        | 7,48    |
| Verspringen          | Marquis Dendy Verenigde Staten                                                 | 8,26    | Fabrice Lapierre Australië                                      | 8,25    | Changzhou Huang China                                                           | 8,21    |
| Hink-stap-springen   | Dong Bin China                                                                 | 17,33   | Max Heß Duitsland                                               | 17,14   | Benjamin Compaoré Frankrijk                                                     | 17,09   |
| Hoogspringen         | Gianmarco Tamberi Italië                                                       | 2,36    | Robert Grabarz Verenigd Koninkrijk                              | 2,33    | Erik Kynard Verenigde Staten                                                    | 2,33    |
| Polsstokhoogspringen | Renaud Lavillenie Frankrijk                                                    | 6,02    | Sam Kendricks Verenigde Staten                                  | 5,80    | Piotr Lisek Polen                                                               | 5,75    |
| Kogelstoten          | Tomas Walsh Nieuw-Zeeland                                                      | 21,78   | Andrei Gag Roemenië                                             | 20,89   | Filip Mihaljević Kroatië                                                        | 20,87   |
| Zevenkamp            | Ashton Eaton Verenigde Staten                                                  | 6470    | Oleksij Kasjanov Oekraïne                                       | 6182    | Mathias Brugger Duitsland                                                       | 612     |

### Vrouwen
| Onderdeel            | Goud                                                                          | Goud    | Zilver                                                                  | Zilver  | Brons                                                                  | Brons   |
| -------------------- | ----------------------------------------------------------------------------- | ------- | ----------------------------------------------------------------------- | ------- | ---------------------------------------------------------------------- | ------- |
| 60 m                 | Barbara Pierre Verenigde Staten                                               | 7,02    | Dafne Schippers Nederland                                               | 7,04    | Elaine Thompson Jamaica                                                | 7,06    |
| 400 m                | Kemi Adekoya Bahrein                                                          | 51,45   | Ashley Spencer Verenigde Staten                                         | 51,72   | Quanera Hayes Verenigde Staten                                         | 51,76   |
| 800 m                | Francine Niyonsaba Burundi                                                    | 2.00,01 | Ajeé Wilson Verenigde Staten                                            | 2.00,27 | Margaret Wambui Kenia                                                  | 2.00,44 |
| 1500 m               | Sifan Hassan Nederland                                                        | 4.04,96 | Dawit Seyaum Ethiopië                                                   | 4.05,30 | Gudaf Tsegay Ethiopië                                                  | 4.05,74 |
| 3000 m               | Genzebe Dibaba Ethiopië                                                       | 8.47,43 | Meseret Defar Ethiopië                                                  | 8.54,26 | Shannon Rowbury Verenigde Staten                                       | 8.55,55 |
| 4×400 m              | Verenigde Staten Natasha Hastings Quanera Hayes Courtney Okolo Ashley Spencer | 3.26,38 | Polen Ewelina Ptak Małgorzata Hołub Magdalena Gorzkowska Justyna Święty | 3.31,15 | Roemenië Adelina Pastor Elena Mirela Lavric Andrea Miklós Bianca Răzor | 3.31,51 |
| 60 m horden          | Nia Ali Verenigde Staten                                                      | 7,81    | Brianna Rollins Verenigde Staten                                        | 7,82    | Tiffany Porter Verenigd Koninkrijk                                     | 7,90    |
| Verspringen          | Brittney Reese Verenigde Staten                                               | 7,22    | Ivana Španović Servië                                                   | 7,07    | Lorraine Ugen Verenigd Koninkrijk                                      | 6,93    |
| Hink-stap-springen   | Yulimar Rojas Venezuela                                                       | 14,41   | Kerstin Gierisch Duitsland                                              | 14,30   | Paraskevi Papachristou Griekenland                                     | 14,15   |
| Hoogspringen         | Vashti Cunningham Verenigde Staten                                            | 1,96    | Ruth Beitia Spanje                                                      | 1,96    | Kamila Lićwinko Polen                                                  | 1,96    |
| Polsstokhoogspringen | Jennifer Suhr Verenigde Staten                                                | 4,90    | Sandi Morris Verenigde Staten                                           | 4,85    | Ekateríni Stefanidi Griekenland                                        | 4,80    |
| Kogelstoten          | Michelle Carter Verenigde Staten                                              | 20,21   | Anita Márton Hongarije                                                  | 19,33   | Valerie Adams Nieuw-Zeeland                                            | 19,25   |
| Vijfkamp             | Brianne Theisen-Eaton Canada                                                  | 4881    | Anastasia Mochnjoek Oekraïne                                            | 4847    | Alina Fjodorova Oekraïne                                               | 4770    |

### Medailleklassement
| Plaats | Land                | Goud | Zilver | Brons | Totaal |
| 1      | Verenigde Staten    | 13   | 6      | 4     | 23     |
| 2      | Ethiopië            | 2    | 2      | 1     | 5      |
| 3      | Frankrijk           | 1    | 1      | 2     | 4      |
| 4      | Jamaica             | 1    | 1      | 1     | 3      |
| 5      | Burundi             | 1    | 1      | 0     | 2      |
| 5      | Nederland           | 1    | 1      | 0     | 2      |
| 5      | Tsjechië            | 1    | 1      | 0     | 2      |
| 8      | Nieuw-Zeeland       | 1    | 0      | 2     | 3      |
| 9      | China               | 1    | 0      | 1     | 2      |
| 10     | Bahrein             | 1    | 0      | 0     | 1      |
| 10     | Canada              | 1    | 0      | 0     | 1      |
| 10     | Italië              | 1    | 0      | 0     | 1      |
| 10     | Venezuela           | 1    | 0      | 0     | 1      |
| 14     | Duitsland           | 0    | 2      | 1     | 3      |
| 14     | Oekraïne            | 0    | 2      | 1     | 3      |
| 16     | Polen               | 0    | 1      | 2     | 3      |
| 16     | Verenigd Koninkrijk | 0    | 1      | 2     | 3      |
| 18     | Roemenië            | 0    | 1      | 1     | 2      |
| 19     | Australië           | 0    | 1      | 0     | 1      |
| 19     | Bahama's            | 0    | 1      | 0     | 1      |
| 19     | Hongarije           | 0    | 1      | 0     | 1      |
| 19     | Qatar               | 0    | 1      | 0     | 1      |
| 19     | Servië              | 0    | 1      | 0     | 1      |
| 19     | Spanje              | 0    | 1      | 0     | 1      |
| 25     | Griekenland         | 0    | 0      | 2     | 2      |
| 25     | Kenia               | 0    | 0      | 2     | 2      |
| 25     | Trinidad en Tobago  | 0    | 0      | 2     | 2      |
| 28     | Barbados            | 0    | 0      | 1     | 1      |
| 28     | Kroatië             | 0    | 0      | 1     | 1      |
| Totaal | Totaal              | 26   | 26     | 26    | 78     |